# Raga

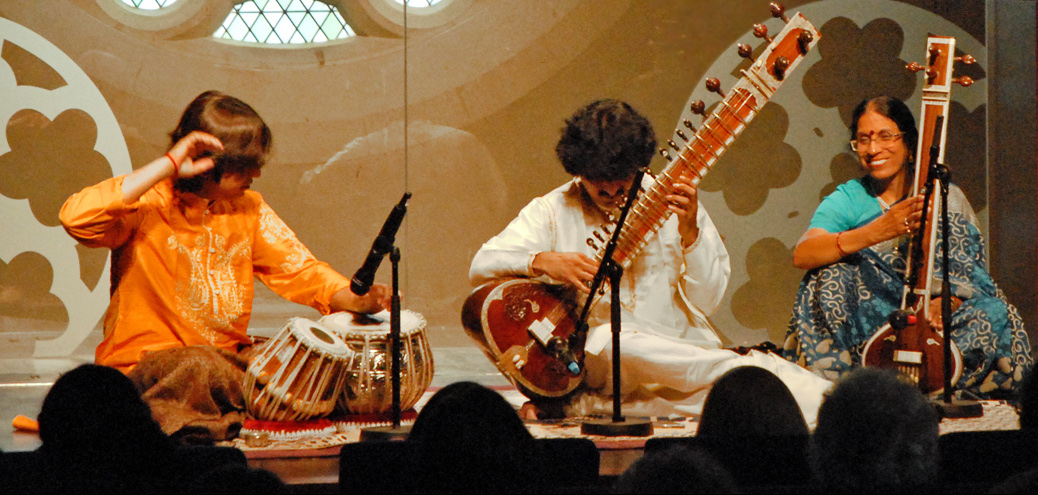
Performance raga al Collège des Bernardins, França

El raga (en sànscrit राग rāga, "color, matís", però també "bellesa, harmonia, melodia") a vegades també s'escriu raag i en tàmil (per exemple) இராகம irākam en música carnàtica és un sistema tonal usat en la música clàssica hindú. Aquest sistema antic es considera microtonal, ja que divideix l'octava en 22 intervals anomenats xrutis, els quals són menors que el semitò. En general, la música hindú es basa en una melodia única d'un instrument acompanyat de percussió. No hi ha contrapunt ni tampoc progressions harmòniques. La seva complexitat i bellesa rauen en les melodies i en els ritmes. És per això que la divisió de l'octava en més intervals possibilita que les melodies hindús tinguin una riquesa especial.
Malgrat això, semblantment a la música occidental, la majoria d'obres  només usen set de les 22 notes possibles. La principal diferència entre aquestes dues músiques rau en el fet que la música occidental, en termes generals, es fomenta en dues sonoritats: la major i la menor. La música hindú, en canvi, gràcies a l'abundància de notes pot prendre molts més matisos diferents. Les ragues, que són composicions regides per esquemes melòdics d'improvisació, es fonamenten en alguna d'aquestes sonoritats.
Cada raag es distingeix per una escala ascendent (aroh) i una de descendent (avaroh) que poden tenir un mínim de 5 i un màxim de 7 notes, podent ser l'escala ascendent diferent de la descendent.

## Comparació entre escala occidental i escala utilitzada en la música hindustani

### Escala occidental
- Do + 4 quarts de to
- Re + 4 quarts de to
- Mi + 2 quarts de to
- Fa + 4 quarts de to
- Sol + 4 quarts de to
- La + 4 quarts de to
- Si + 2 quarts de to
- Do

total 24 quarts de to

### Escala hindú
- Sa + 3 xrutis
- Re + 2 xrutis
- Ga + 4 xrutis
- Ma + 4 xrutis
- Pa + 3 xrutis
- Dha + 2 xrutis
- Ni + 4 xrutis
- Sa

total 22 xrutis
Cal tenir en compte que l'escala utilitzada en la música hindustani, que anomena les set notes - Sa, Re, Ga, Ma, Pa, Dha, Ni, Sa-, és una escala modal, i les notes no hi tenen una altura absoluta de diapasó. El cantant agafa com a tònica, Sa, la nota que més convé a la seva veu. El sitar se sol afinar en do, do# o re.